# Herman Dahl
Pour les articles homonymes, voir Dahl.
Herman Dahl, né le 24 novembre 1993 à Kristiansand, est un coureur cycliste norvégien.

## Biographie
Au deuxième semestre 2018, il termine la deuxième place du Circuit Mandel-Lys-Escaut au sprint derrière Wouter Wippert mais devant Justin Jules.
Il met un terme à sa carrière cycliste à l'issue de la saison 2020. 

## Palmarès et résultats

### Palmarès par année
- 2014
  - 2e étape des Østfold 3-dagers
  - 3e des Østfold 3-dagers
- 2015
  -  Champion de Norvège du critérium
  - 3e étape du Randers Bike Week
  - Grote Prijs Dr. Eugeen Roggeman
  - 2e du Randers Bike Week
- 2016
  - Sandefjord Grand Tour
- 2017
  - Sandefjord Grand Prix
  - Baltic Chain Tour :
    - Classement général
    - 3e et 4e étapes

  - 2e du championnat de Norvège du critérium
- 2018
  - 1re étape du Tour de Bretagne
  - Grand Prix Horsens
  - 2e du championnat de Norvège du critérium
  - 2e du Circuit Mandel-Lys-Escaut
- 2019
  - 3e étape du Tour international de Rhodes
  - 3e du Mémorial Fred De Bruyne
- 2020
  - 2e du Grand Prix International de Rhodes
  - 3e du championnat de Norvège du critérium

### Classements mondiaux
| Année                                 | 2016  | 2017 | 2018 | 2019 | 2020 |
| ------------------------------------- | ----- | ---- | ---- | ---- | ---- |
| Classement mondial                    | 1301e | 910e | 289e | 916e | 919e |
| UCI Europe Tour                       | 891e  | 583e | 141e | 665e | 727e |
|                                       |       |      |      |      |      |
| Légende : nc = non classéSource : UCI |       |      |      |      |      |